# Général de brigade
Pour un article plus général, voir Général.
Le grade de général de brigade, brigadier général, brigadier-général ou brigadier est un grade militaire de certaines armées, le premier dans l'ordre des officiers généraux pour une armée de terre ou une force aérienne. 
Cependant, certaines armées ne considèrent pas le grade de brigadier comme étant un grade de général même si celui-ci se situe au même niveau hiérarchique. Il se situe généralement après celui de colonel et avant celui de général de division ou de major général en suivant l'ordre hiérarchique croissant.

## Variantes

### Général de brigade
Le Général de brigade est un  grade de commandant de brigade dans les pays où la désignation de grade d'officier général du système révolutionnaire français est utilisée. 
Un général de brigade, s'il est affecté à une mission de « terrain », commande habituellement une brigade, unité composée de plusieurs régiments. Les régiments comptant en moyenne environ mille hommes, une brigade rassemble en général une dizaine de milliers d'hommes. Toutefois, leur effectif peut être d'autant plus réduit que le métier est spécialisé (ce qui est vrai de tous les commandements, l'exemple ultime étant celui de l'officier pilote de chasse, qui n'a parfois aucun homme sous ses ordres).
En s'appuyant sur l’exemple de la classification des grades de l'OTAN, « général de brigade » correspond souvent au rang « OF-6 », parfois au rang « OF-7 » dans certains pays.
Au Mexique et au Chili, les généraux de brigade sont d'un grade plus élevé que le brigadier général ou le brigadier.

### Brigadier général
Le brigadier général ou brigadier est le grade de commandant de brigade dans les pays où la désignation de grade d'officier général de l'ancien système européen est utilisée. 
Subordonné au major-général, cela correspond pleinement au code OTAN OF-6. 
Dans quelques pays, comme en France, l'appellation « brigadier » peut aussi correspondre à un grade de militaire du rang, plus précisément de « caporal » en France, dont c’est une autre appellation coutumière.

## Allemagne
En Allemagne, le grade de Brigadegeneral est le premier grade d'officier général.

### Allemagne avant 1955
Avant 1955, date de création de la Bundeswehr, nouvelle armée allemande d’après la Seconde Guerre mondiale, le grade équivalent en Allemagne était celui de Generalmajor.

## Autriche

Patte d’épaule d’un Generalmajor de l’armée austro-hongroise de 1918.

En Autriche, le grade de Brigadier est le premier grade d'officier général de l'actuelle armée autrichienne. L’Autriche a donc choisi une dénomination différente de l’Allemagne pour un grade équivalent. En cela, elle a agi comme la Suisse qui, en langue allemande, désigne ce grade de la même manière.

### Autriche-Hongrie (avant 1918)
Le grade de Generalmajor était le premier grade d'officier général à l’époque de l’empire austro-hongrois (avant 1918) ; il correspondait donc au grade de général de brigade, en français.

## Belgique
En Belgique, le grade de général de brigade (Brigadegeneraal en néerlandais) est le premier grade des officiers généraux, au-dessus du grade d'officier supérieur de colonel et en dessous du grade de général-major.
L'insigne du général de brigade est constitué d'une épaulette passepoilée d'or contenant une molette d'éperon héraldique de teinte dorée (plus grande que celle des officiers supérieurs et subalternes) dans la composante Terre, de deux larges galons accompagnés d'un roi, dans les composantes Air et Médicale.
Ce grade est plus proche d'un mandat de colonel que d'un grade statutaire. Suivant les comités d'avancement, on passe de Colonel vers Général-Major. Le grade de Général de Brigade est un mandat attribué à un Colonel pour une mission ou un mandat ou ce grade fait défaut sur les tableaux organiques de la Défense Belge en milieu international (En Belgique, une Brigade est commandée de fait par un colonel qui n'est pas amené à ce grade). Depuis peu sont apparus des mandats de généraux de brigade sur le territoire national pour des personnels dont les directions générales ou les composantes n'ont pas les dimensions requises pour se faire valoir sur le plan de la Défense.
L'équivalent dans la Composante Marine est : amiral de flottille.
|       |     |          |  |        |
| Terre | Air | Médicale |  | Marine |

On s'adresse au général de brigade en disant Général. On s'adresse à l'amiral de flottille en disant Amiral.

## Brésil
Au Brésil, le grade de general de brigada (Code OTAN : OF-7) est le premier grade des officiers généraux dans l'Armée de terre, au-dessus du grade de coronel et en dessous du grade de general de divisão. L'équivalent dans la Force aérienne est brigadeiro et dans la Marine est contra-almirante.
|                            |                            |                    |
| Armée de terre brésilienne | Force aérienne brésilienne | Marine brésilienne |

## Canada

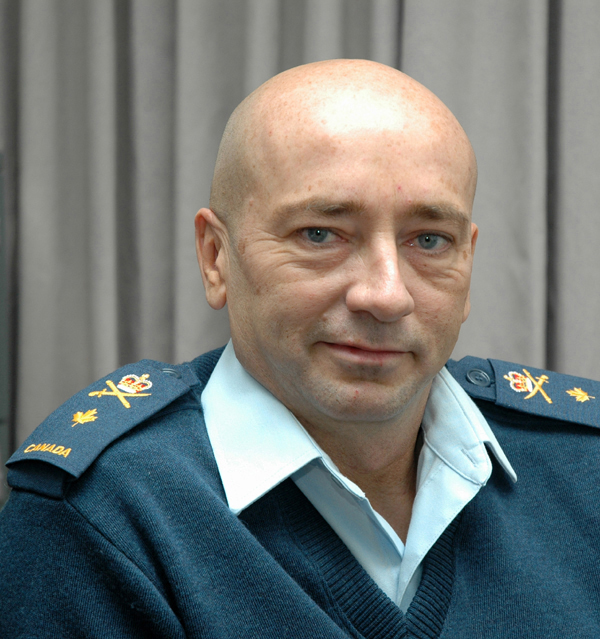
Un brigadier-général de l'Aviation royale du Canada.

L'insigne des manches

Dans l'Armée canadienne et l'Aviation royale canadienne des Forces armées canadiennes, brigadier-général est le premier grade des officiers généraux. Dans l'Armée canadienne et dans l'Aviation royale canadienne, son insigne est une feuille d'érable sur les épaulettes et un très large galon sur les manches. Son équivalent dans la Marine royale canadienne est le grade de commodore.
Dans l'Armée canadienne, le brigadier-général est généralement le commandant d'une division. Cependant, le brigadier-général occupe aussi diverses positions du niveau stratégique au sein de différentes organisations comme les quartiers généraux de la Défense nationale.
| Précédé par Colonel | Brigadier-Général | Suivi par Major-général |

## Croatie
L'armée croate (Hrvatska vojska ou HV), pour se conformer aux classifications de l'OTAN, a supprimé  en 1999 le grade équivalent, celui de Stožerni brigadir, pour créer celui de Brigadni general. Le brigadir croate est un colonel.

## États-Unis
Le grade de « brigadier general » est souvent une dénomination alternative pour le commandant d'une brigade. Ainsi le premier grade d'officier général de l'Armée américaine est celui de brigadier general abréviation BG dans l'US Army (l‘Armée de terre), BGen dans l'US Marine Corps (le Corps des Marines) et Brig Gen dans l'US Air Force (l'Armée de l’air). On dit aussi « général une étoile » (one-star general) en raison de l'insigne de son grade.

## France
En France, il existe deux grades de général de brigade, l'un dans l'Armée de terre et la Gendarmerie nationale, le général de brigade sans autre précision, et l'autre dans l'Armée de l'air, le général de brigade aérienne. Son insigne est composé de deux étoiles, portées sur les épaulettes (tenue de travail), le bas des manches (tenue de sortie) ou le milieu du torse (treillis).
| France              | Grades de l'Armée de l'air  |                                        |
| Précédé par Colonel | Général de brigade aérienne | Suivi par Général de division aérienne |

| France              | Grades de l'Armée de terre |                               |
| Précédé par Colonel | Général de brigade         | Suivi par Général de division |

| Grades de la Gendarmerie nationale française Général de brigade |  |                               |
| Précédé par Colonel                                             |  | Suivi par Général de division |

L'équivalent d'un général de brigade chez les sapeurs-pompiers est un contrôleur général. 

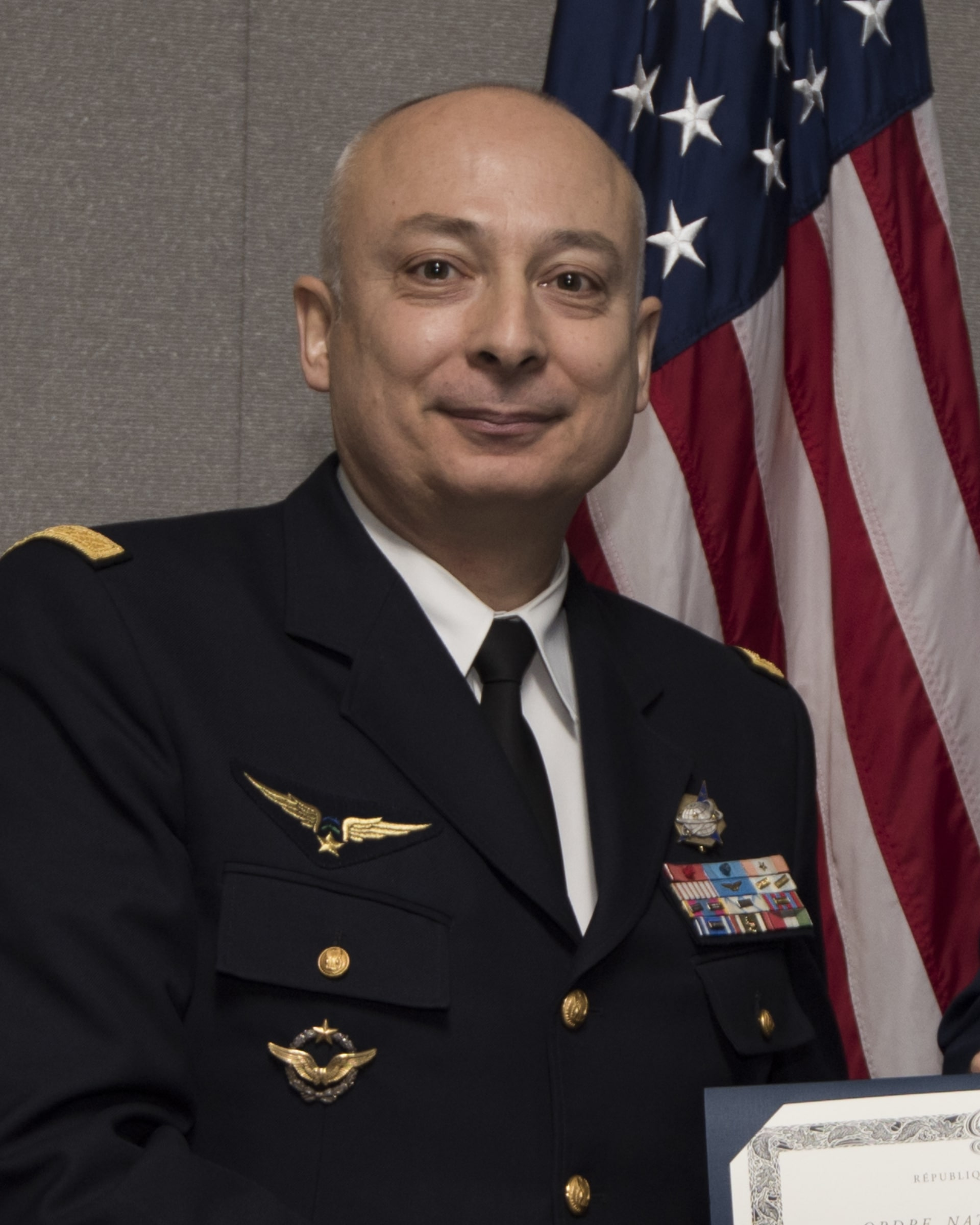
Tenue de sortie de général de brigade aérienne français.

Avant la Révolution française, le général de brigade était appelé maréchal de camp. Ajoutons qu'il a existé entre 1657 et 1788 un « brigadier des armées du Roi », puis adjudant-général sous la révolution et le début du Premier Empire. Cet officier portait une étoile et son grade était situé entre celui de colonel et celui de général de brigade. Ceci explique pourquoi le général de brigade a deux étoiles.
Le général de Gaulle fut général de brigade « à titre temporaire » le 24 mai 1940, puis de manière effective à partir du 4 juin.

### Retraite
Il existe des généraux de brigade appelés communément « quart de place », car ils sont promus généraux dans la deuxième section de l'état-major général (réserve) à leur mise à la retraite. Ils touchent une pension de colonel, mais ont droit à vie à 75 % de réduction (comme les autres généraux) à la SNCF, d'où cette appellation.
D'autres généraux sont appelés « six mois », c'est-à-dire qu'ils n'obtiennent ce grade que six mois avant leur départ à la retraite, sans véritable commandement ad hoc. En revanche, à la différence des précédents, ils ont droit à une pension de général de brigade.
Dans le cadre de la Révision générale des politiques publiques (RGPP), décidée sous la présidence de Nicolas Sarkozy, ce type de promotion a été supprimé.

### Généraux de la Résistance
Cinq chefs de la Résistance française furent nommés généraux à la Libération : Pierre de Bénouville, Jacques Chaban-Delmas (à seulement 29 ans, faisant de lui le plus jeune général depuis le Premier Empire), Maurice Chevance, Alfred Malleret-Joinville et Jean Moulin (à titre posthume).

## Royaume-Uni
Dans l'armée britannique, ainsi que dans nombre d'armées du Commonwealth, le grade de brigadier est intermédiaire entre ceux de colonel et de major-général. Cette position intermédiaire rappelle le brigadier des armées françaises de l'Ancien Régime. Jusqu'à la Seconde Guerre mondiale, il ne s'agissait pas d'un grade, mais d'un rang que prenaient certains colonels. Toutefois, il est considéré, dans le système d'équivalence des grades de l'OTAN comme le premier grade d'officier général.

## Suisse
Dans l'Armée suisse, brigadier (anciennement colonel-brigadier) désigne le premier grade d'officier général (avec une fleur d'edelweiss sur l'épaule). Il est situé juste au-dessus du grade de colonel et précède le grade de divisionnaire.

Galon.
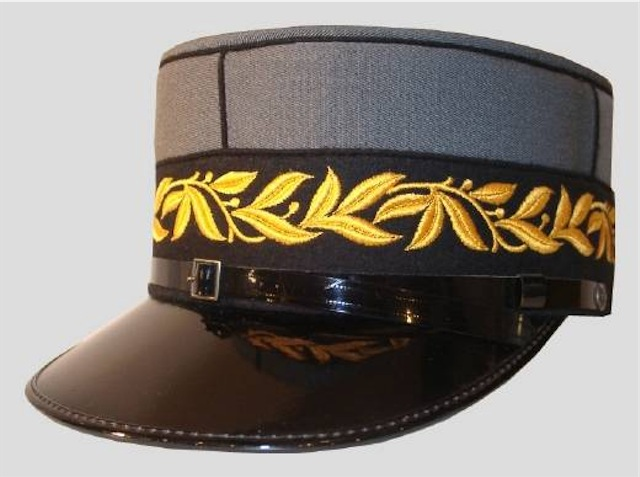
Képi.

## Autres pays
Dans les pays énumérés ci-dessous, le grade indiqué peut être traduit par « général de brigade » et il s’agit, dans la plupart des cas, du premier grade des officiers généraux ; les codes « OF-7 » ou « OF-6 » font référence aux codes employés dans l’OTAN pour l'Armée de terre ou pour l’armée de l’air :

### Armée de terre
| Pays                             | Grade                                        | Insigne |
| -------------------------------- | -------------------------------------------- | ------- |
| Bulgarie                         | бригаден генерал                             |         |
| Chili                            | General de brigada (Code OTAN : OF-7)        | ;       |
| Chili                            | Brigadier (Code OTAN : OF-6)                 | ;       |
| Danemark                         | Brigadegeneral                               | ;       |
| Espagne                          | General de brigada                           | ;       |
| Estonie                          | Brigaadikindral                              | ;       |
| Indonésie                        | Brigadir jenderal                            | ;       |
| Italie                           | Generale di brigata                          | ;       |
| Japon                            | 陸将補 (Rikushō-ho) (Code OTAN : OF-7)       | ;       |
| Japon                            | 陸軍少将 (Rikugun-shōshō) (Code OTAN : OF-7) | ;       |
| Lettonie                         | Brigādes ģenerãlis                           |         |
| Lituanie                         | Brigados generolas                           |         |
| Mexique                          | General de brigada (Code OTAN : OF-7)        | ;       |
| Mexique                          | General brigadier (Code OTAN : OF-6)         | ;       |
| Pays-Bas                         | Brigadegeneraal                              |         |
| Pologne                          | Generał brygady                              | ;       |
| Roumanie                         | General de Brigada                           |         |
| Slovaquie                        | Brigádny Generál                             |         |
| République tchèque               | brigádní generál                             |         |
| Taïwan                           | 少將 (shàojiàng) (Code OTAN : OF-7)          | ;       |
| Tunisie                          | أمير لواء (Amir Liwa) Général de brigade     | ;       |
| République démocratique du Congo | Général de brigade                           |         |

### Armée de l'air
| Pays     | Grade                                     | Insigne |
| -------- | ----------------------------------------- | ------- |
| Chili    | General de brigada aérea (Code OTAN:OF-7) | ;       |
| Chili    | Comodoro (Code OTAN:OF-6)                 | ;       |
| Danemark | Brigadegeneral                            | ;       |
| Espagne  | General de brigada                        | ;       |
| Italie   | Generale di brigata aerea                 | ;       |
| Japon    | 空将補 (Kūshō-ho) (Code OTAN:OF-7)        | ;       |
| Mexique  | General de ala (Code OTAN:OF-7)           | ;       |
| Mexique  | General de grupo (Code OTAN:OF-6)         | ;       |
| Pologne  | Generał brygady                           | ;       |
| Taïwan   | 少將 (Shào Gjiàng) (Code OTAN:OF-7)       | ;       |
| Tunisie  | أمير لواء (Amir Liwa) Général de brigade  | ;       |